# Trevor Wilson
Trevor Wilson (Los Ángeles, California; 16 de mayo de 1968) es un exjugador de baloncesto estadounidense. Con 2,01 metros de estatura, jugaba en la posición de alero.

## Trayectoria
- High School. Grover Cleveland (Sherman Oaks, California).
- 1986-1990 NCAA. UCLA Bruins.
- 1990-1991 NBA. Atlanta Hawks.
- 1990-1991 LEGA. ITA. Scaligera Basket Verona. Juega cuatro partidos.
- 1991-1993 ACB. C.B. OAR Ferrol.
- 1993-1994 NBA. Los Angeles Lakers. Cinco partidos.
- 1993-1994 NBA. Sacramento Kings.
- 1994-1995 NBA. Sacramento Kings.
- 1994-1995 ACB. Somontano Huesca.
- 1995-1996 LNB. FRA. Olympique Antibes.
- 1995-1996 NBA. Philadelphia Sixers.
- 1995-1996 CBA. Chicago Rockers. Juega ocho partidos.
- 1995-1996 CBA. Sioux Falls Skyforce.
- 1996-1997 NBA. Los Angeles Lakers.
- 1996-1997 CBA. Sioux Falls Skyforce.
- 1997-1998 Liga de Japón. Aishin Sea Horses.
- 1997-1998 ACB. Caja Cantabria.
- 1998-1999 Liga de Turquía. Turk Telecom Ankara.